# Tossing and turning (single van The Ivy League)
Tossing and turning is een single van The Ivy League uit 1965. Het is afkomstig van hun album Tossing and turning. Het lied is binnen de eigen gelederen geschreven. Carter, Lewis en Ford waren lid van de groep.
De Nederlandse band The Cats speelden dit nummer tijdens hun auditie bij Bovema, wat leidde tot de tekening van een platencontract bij het label, op 11 januari 1966. Later bracht de band het nummer nog eens uit op de luxe verzameleditie van de 3-cd-versie die samen met een dvd verscheen onder de titel The complete collection (2002).

## Hitnotering
Het plaatje van The Ivy League haalde in dertien weken Britse top 50 de derde plaats. Ook in Nederland verkocht het goed. In de maandlijsten van Nederlandse Muziek Expres stond het drie maanden genoteerd.

### Nederlandse Top 40
| Positie: | 39 | 21 | 21 | 17 | 16 | 18 | 23 | 23 | 22 | 32 | uit |

### NPO Radio 2 Top 2000
| Nummer met noteringen in de NPO Radio 2 Top 2000 | '99  | '00  |
| ------------------------------------------------ | ---- | ---- |
| Tossing and turning                              | 1504 | 1868 |

1. ↑  Een vetgedrukt getal geeft de hoogste notering aan.
2. ↑  Deze tabel is bijgewerkt tot en met de laatste editie (2024).